# جاكوار إكس كيه120
جاكوار إكس كيه120 (بالإنجليزية: Jaguar XK120)‏ هي سيارة من تصنيع شركة سيارات جاكوار.